# مطاوعة كهربائية

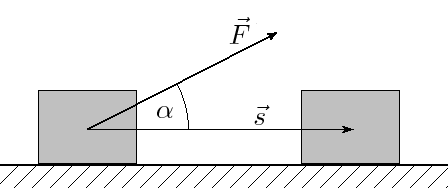

في الهندسة الكهربائية، المطاوعة، ورمزها (B)، هي الجزء التخيلي من القبولية الكهربائية حيث القبولية هي مقلوب المعاوقة الكهربائية. وهي قيمة متغيرة تعتمد قيمتها على قيمة التردد ووحدة قياسه في نظام الوحدات الدولي (SI) هي سيمنز. بينما يسمى الجزء الحقيقي للقبولية المواصلة الكهربائية. ويعتبر أوليفر هيفسايد هو أول من قام بتعريفها في يونيو لعام 1887.

## الصيغة العامة
طبقا للمعادلة العامة للقبولية الكهربائية والتي تنص على :
{\displaystyle Y=G+jB\,}
حيث :
Y هي القبولية الكهربائية وتقاس بالسيمنز .
Gهي المواصلة الكهربائية وتقاس بالسيمنز .
j هي الوحدة التخيلية .
B هي المطاوعة الكهربائية وتقاس بالسيمنز .
حيث القبولية (Y) هي مقلوب المعاوقة (Z) .
{\displaystyle Y={\frac {1}{Z}}={\frac {1}{R+jX}}=\left({\frac {R}{R^{2}+X^{2}}}\right)+j\left({\frac {-X}{R^{2}+X^{2}}}\right)\,}
ويمكن كتابه المعادلة بالشكل التالي :
{\displaystyle B=Im(Y)=\left({\frac {-X}{R^{2}+X^{2}}}\right)={\frac {-X}{|Z|^{2}}}}
حيث
{\displaystyle Z=R+jX\,}
Z هي المعاوقة وتقاس بالأوم .
R هي المقاومة وتقاس بالأوم .
X هي المفاعلة وتقاس بالأوم .
ومعادلة القيمة المطلقة للقبولية الكهربائية هي :
{\displaystyle \left|Y\right|={\sqrt {G^{2}+B^{2}}}\,}